# Hélder Proença
Hélder Proença, né le 31 décembre 1956 et mort le 5 juin 2009, est un homme politique bissau-guinéen, ministre de la Défense de Guinée-Bissau sous l'administration du président João Bernardo Vieira.
Le 5 juin 2009, Proença, qui est alors membre de l'Assemblée nationale populaire, est tué par balle par les forces de sécurité gouvernementales sur une route reliant la ville de Bula, au nord du pays à Bissau, la capitale de la Guinée-Bissau. Baciro Dabó, homme politique et candidat à l'élection présidentielle de juin 2009, est également tué par des soldats gouvernementaux le même jour. Un troisième homme politique, l'ancien premier ministre Faustino Imbali, est lui aussi arrêté. Le chauffeur et le garde du corps de Proença sont également tués dans l'attaque.
Dans un communiqué, le ministère de l'Intérieur de Guinée-Bissau accuse Proença, Dabó et Embali de faire partie d'un complot en vue d'un coup d'État.
L'agence de presse officielle portugaise, Lusa, rapporte que le corps de Proenca a été transporté à la morgue de l'hôpital Simao Mendes de Bissau après son assassinat.